# Абдуллаев, Вагиф Давудович
Вагиф Абдуллаев (род. 20 ноября 1983; с. Лучек) — российский спортсмен, четырёхкратный Чемпион Мира по кикбоксингу, Чемпион Европы по Full Contact (WPKA) 2005 в абсолютной категории и в категории до 82 кг, Чемпион Мира по Full Contact (IAKSA) 2007, председатель Национально-культурного центра «Дагестан», глава дагестанской диаспоры в Сургуте, участник Международного Турнира Единоборств. Тренируется в бойцовском клубе «Саланг» (Сургут, Россия).

## Биография
Вагиф Абдуллаев родился 20 ноября 1983 года в селе Лучек Рутульского района Республики Дагестан. Живёт и тренируется в Сургуте.

## Карьера
Вагиф Абдуллаев является четырёхкратным чемпионом мира по кикбоксингу и членом сборной России по кикбоксингу. Он также является многократным чемпионом России по рукопашному бою и панкратиону. За время своей карьеры побеждал на многих чемпионатах федерального и мирового уровня. В 2009 — году стал четырёхкратным чемпиона мира по кикбоксингу. В том же году завершил свою карьеру. С 2009 г. по настоящее время Вагиф Абдуллаев тренирует и продвигает спортсменов Югры, а лучших из них выдвигает на мировой уровень. В составе «элитных» бойцовских клубов Азии и Европы находятся несколько его учеников.

## Награды
- Почётный знак Республики Дагестан «За милосердие и благодеяние» (2025)[8].

## Примечание
1. ↑  Информационного агентство «СИА-ПРЕСС». Дата обращения: 3 февраля 2014. Архивировано 23 февраля 2014 года.
2. ↑  СТВ — Вагиф Абдуллаев: «Я встал во главе диаспоры, чтобы быть полезным для своих земляков». Дата обращения: 3 февраля 2014. Архивировано 30 января 2014 года.
3. ↑  БезФормата. RU — Вагиф Абдулаев. Дата обращения: 3 февраля 2014. Архивировано 20 февраля 2014 года.
4. ↑  Инф. агентство СИА-ПРЕСС — Председатель дагестанской диаспоры в Сургуте. Дата обращения: 3 февраля 2014. Архивировано 23 февраля 2014 года.
5. ↑  Кикбоксеры Югры выступят на чемпионате мира в Италии Архивировано 21 февраля 2014 года. 16 октября 2007 г.
6. ↑  Сургутянин стал чемпионом мира Архивировано 15 июля 2012 года.
7. ↑  Информационное агентство «К-информ». Дата обращения: 3 февраля 2014. Архивировано 21 февраля 2014 года.
8. ↑  Указ Главы Республики Дагестан от 14 апреля 2025 года № 54 «О награждении государственными наградами Республики Дагестан»